# Leslie Bethell
Leslie Michael Bethell (12 de fevereiro de 1937) é um historiador inglês. É um brasilianista especializado no estudo da América Latina dos séculos XIX e XX, com foco especial no Brasil.
Obteve um bacharelado em artes e um doutorado em história na Universidade de Londres. Bethell foi professor visitante da Universidade Candido Mendes, Universidade da Califórnia em San Diego e Universidade de Chicago.
Bethell foi eleito sócio correspondente da Academia Brasileira de Letras em 2010. Foi nominado para ocupar a vaga deixada pelo português José Saramago, sendo o segundo inglês a ser eleito para a academia, depois do filósofo Herbert Spencer. Bethell também foi eleito correspondente da Academia Brasileira de Ciências em 2004.

## Obras selecionadas
- The Abolition of the Brazilian Slave Trade: Britain, Brazil and the Slave Trade Question (New York: Cambridge Univ. Press, 1970)
- The Cambridge History of Latin America (published originally from 1986 to 1995), essays from this work have been repeatedly repackaged in a multitude of forms put out by the Cambridge University Press.
- The Paraguayan War (1864-1870) (London: Inst. of Latin American Studies, 1996)
- Brazil by British and Irish Authors (Oxford:Centre for Brazilian Studies, 2003)